# Borrasca Juliette
Juliette fou una borrasca que colpejà l'illa de Mallorca de manera molt virulenta els darrers dies de febrer de 2023. Fou anomenada el 26 de febrer de 2023 i arribà a Mallorca el capvespre de l'endemà.
L'episodi va deixar precipitacions i gruixos de neu molt destacables. Els acumulats de precipitació superaren els 200 mm a Son Torrella, Escorca i superaren els 150 mm a altres 5 punts de l'illa. Les precipitacions no varen ser massa intenses, però sí molt persistents i causaren que 19 estacions de l'AEMET superassin els rècords de precipitació acumulada en 24 h. Quant a la neu, es varen observar nevades a nivell de la mar (Santanyí) i a diversos municipis del Pla de Mallorca com Montuïri, Porreres, Sant Joan, Lloret, Llubí i Maria de la Salut. Segons l’AEMET dia 27 s’acumularen, en un període de 24 hores, fins a 2,5 metres de neu prop del cim del Puig Major i 1,2 metres a una cota de 800 m. També va nevar a l'illa d'Eivissa, encara que amb menys intensitat, observant-se neu per sobre dels 200 m d'altitud, i gruixos de 5 cm a Sant Joan de Labritja.
El temporal va causar talls de carreteres, caigudes d'arbres, talls d'electricitat, desbordaments de torrents i inundacions a causa de les fortes ratxes de vent, les altes precipitacions d'aigua i de neu. Varen quedar afectades 14.167 hectàrees de bosc, es calcula que va afectar 1,4 milions d'arbres i el Govern de les Illes Balears va demanar la declaració de zona catastròfica. El Consorci de la Serra de Tramuntana va obrir una línia de subvencions específica per pal·liar els efectes del temporal.

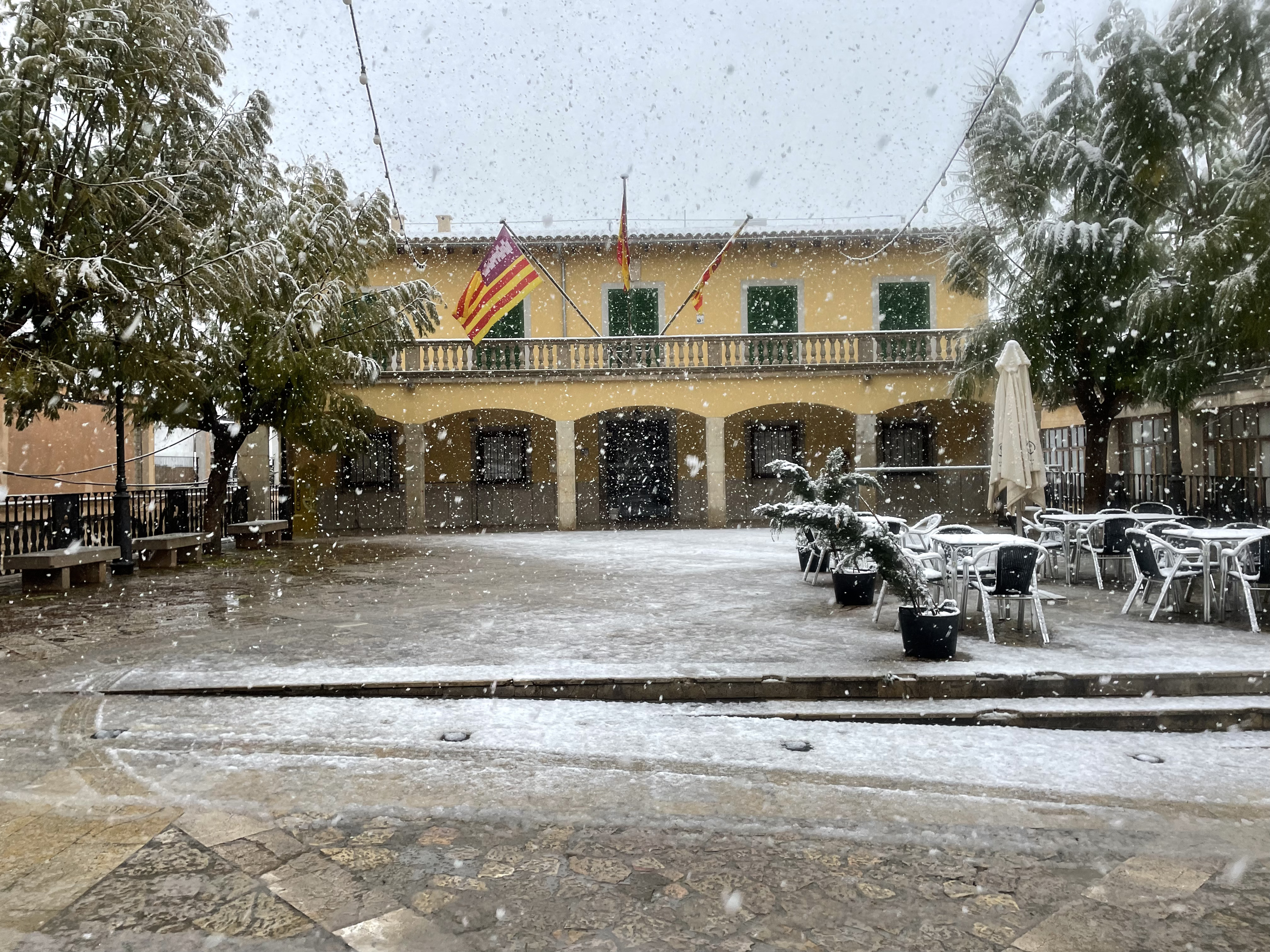
Plaça Major de Montuïri nevada el 27 de febrer de 2023